# Elymnias praetextata
Elymnias praetextata är en fjärilsart som beskrevs av Hans Fruhstorfer 1896. Elymnias praetextata ingår i släktet Elymnias och familjen praktfjärilar. Inga underarter finns listade i Catalogue of Life.